# JR水戸鉄道サービス
JR水戸鉄道サービス株式会社（ジェイアールみとてつどうサービス）は、茨城県水戸市に本社を置く、東日本旅客鉄道グループの会社の一つ。

## 主な事業
- ビルメンテナンス（水戸駅ビル「エクセル」、「エクセルみなみ」（平成24年3月末で受託解除。平成27年4月再受託。）、水戸市等の官公庁。）
- 駅舎清掃（原ノ町駅、いわき駅、高萩駅、水戸駅、土浦駅など）
- 車両清掃（いわき駅、水戸駅等での折返清掃、勝田車両センター、土浦運輸区、水郡線統括センター等での車両清掃）

過去の事業
- 駅業務受託（2009年4月より、グループ会社再編により26駅を東日本旅客鉄道株式会社より受託、2015年7月にJR東日本ステーションサービスへ移管）
  - 岩間駅、内原駅、赤塚駅、佐和駅、東海駅、大甕駅、小木津駅、十王駅、南中郷駅、磯原駅、大津港駅
  - 勿来駅、植田駅、内郷駅、草野駅、四ツ倉駅、久ノ浜駅、広野駅、竜田駅、大野駅、双葉駅、小高駅、鹿島駅　（大野駅、双葉駅は東日本大震災の影響で休止していたが、常磐線が全線復旧した2020年3月14日以降は両駅とも無人駅化されている。）
  - 宍戸駅、笠間駅、羽黒駅、岩瀬駅、新治駅、玉戸駅、川島駅、結城駅
  - 常陸太田駅、常陸大宮駅、磐城棚倉駅

## 沿革
- 2009年（平成21年）4月1日：グループ会社再編に伴い、旧水戸鉄道整備株式会社に旧水戸サービス開発の駅業務を中心とした部門が統合、JR水戸鉄道サービス株式会社となる。
- 2011年（平成22年）3月31日：日立駅橋上化に伴い、海岸口が廃止。そのために日立駅海岸口の受託解除。
- 2011年（平成23年）8月31日：水戸駅お客様相談室受託解除（お客様相談室廃止のため）。
- 2012年（平成24年）3月31日：水戸駅ビル、エクセルみなみの受託解除。
- 2012年（平成24年）4月1日：勿来駅の駅業務受託開始。
- 2012年（平成24年）10月1日：JR勝田車両センター・水郡線営業所・土浦運輸区・水戸運輸区において構内運転業務、仕業検査業務、信号業務、資材関係業務の受託開始。
- 2012年（平成24年）12月25日：JR東日本の100%出資の子会社となる。
- 2013年（平成25年）4月1日：内原駅、植田駅の業務受託開始。
- 2013年（平成25年）7月1日：佐和駅、十王駅の業務受託開始。
- 2014年（平成26年）4月1日：岩瀬駅、常陸大宮駅の業務受託開始。
- 2014年（平成26年）6月1日：竜田駅の業務受託開始。
- 2014年（平成26年）7月1日：磯原駅の業務受託開始。
- 2015年（平成27年）3月13日：常磐線特急の新着席サービス開始に伴い、水戸駅の特別改札廃止により受託解除。
- 2015年（平成27年）4月1日：赤塚駅、東海駅、大甕駅、結城駅、笠間駅の業務受託開始。エクセルみなみの再受託。
- 2015年（平成27年）7月1日：JR東日本グループ事業の再編により、駅業務がJR東日本ステーションサービスへ移管。

## 事業所
- 本社
- 水戸事業所
- 水戸駅事業所（平成27年6月30日で駅業務部門、JR東日本ステーションサービスへ移管のため閉鎖。）
- 勝田事業所
- 土浦事業所
- いわき事業所
- いわき駅事業所（平成27年6月30日で駅業務部門、JR東日本ステーションサービスへ移管のため閉鎖。）
- 常陸大子事業所